# Boesmantsi
Boesmantsi (Bulgaars: Бусманци) is een dorp in de buurt van de Bulgaarse hoofdstad Sofia (8 km afstand). Het dorp valt binnen de administratieve grenzen van het district Iskar.

## Bevolking
In 1956 telde het dorp een maximum van 5.056 inwoners. Op 31 december 2019 werd het inwoneraantal op 1.719 personen geschat.
Van de 1.715 inwoners reageerden er 1.384 op de optionele volkstelling van 2011. Van deze 1.384 respondenten identificeerden 1.368 personen zichzelf als etnische Bulgaren (98,8%), gevolgd door 10 Bulgaarse Turken (0,7%) en 8 ondefinieerbare personen (0,6%).
Van de 1.715 inwoners in februari 2011 werden geteld, waren er 231 jonger dan 15 jaar oud (13,5%), gevolgd door 1.214 personen tussen de 15-64 jaar oud (70,8%) en 270 personen van 65 jaar of ouder (15,7%).